# سليم خان يندرباييف
سليم خان عبده مسلموفيتش يندرباييف (بالشيشانية: Яндарбин Абдулмуслиман кант Зелимха,) (سبتمبر 1952 – 13فبراير 2004) كاتب وسياسي شيشاني، تولى منصب رئيس جمهورية الشيشان إشكيريا بالوكالة من 21 أبريل 1996 إلى 12 فبراير 1997.
سعى إلى ضم داغستان إلى الشيشان وإعلانها دولة إسلامية متحدة في سبتمبر 1999,
غير أن روسيا قامت بغزو شامل للشيشان بعد أقل من شهر.
وفي عام 2000 يرتحل يندرباييف إلى باكستان ليوثق علاقته برفاقه في أفغانستان، غير أن موسكو تضغط على إسلام آباد فيضطر إلى الرحيل إلى الإمارات ومنها إلى تركيا، ثم تكون الدوحة محطته الأخيرة حيث تمت تصفيته على يد عملاء المخابرات الروسية.

## اغتياله
في 13 فبراير عام 2004 اغتيل سليم خان يندرباييف عندما انفجرت قنبلة في سيارته التي يستقلها في العاصمة القطرية الدوحة وفارق الحياة في المستشفى. وأصيب ابنه داود 13 عام بجروح خطيره.
لم يتضح في البداية من كان مسؤولاً عن الانفجار، ولكن الشكوك تنصب على SVR أو GRU وكالة الاستخبارات الخارجية الروسية رغم نفيها عن أي تورط في عملية الاغتيال.
في اليوم التالي للهجوم قبضت السلطات القطرية على ثلاثة من الروس في السفارة الروسية بقطر وأطلق سراح واحد منهم السكرتير الأول للسفارة الروسية في قطر بسبب وضعه الدبلوماسي والباقيين وكلاء GRU اناتولي Yablochkov (المعروف أيضا باسم Belashkov) وفاسيلي Pugachyov اتهموا في اغتيال يندرباييف وتهريب الأسلحة إلى قطر وقدموا إلى قطر من اجل جمع معلومات حول يندرباييف.وخلصت تحقيقات النيابة العامة القطرية إلى ان المتهمين تلقوا أوامر من سيرجي إيفانوف شخصياً للقيام بعملية الاغتيال.
في 30 يونيو عام 2004 حكم عليهم بالسجن مدى الحياة وذكر القاضي أنهم تصرفوا بناءً على أوامر من القيادة الروسية.
تسبب الحكم في توتر العلاقة بين الدوحة وموسكو، وفي يوم 23 ديسمبر 2004 وافقت قطر على تسليم السجناء إلى روسيا حيث يمكن لهم قضاء عقوبة السجن هناك.تم ترحيلهم إلى روسيا وسلطات السجون الروسية ذكرت أن الحكم الصادر في قطر «ليس له صلة بروسيا» وبالتالي أطلق سراحهم وأختفوا عن الانظار.

## مؤلفاته
له خمسة عشر كتابا، ما يقارب نصفها دواوين شعرية.